# Sedm radostí Panny Marie

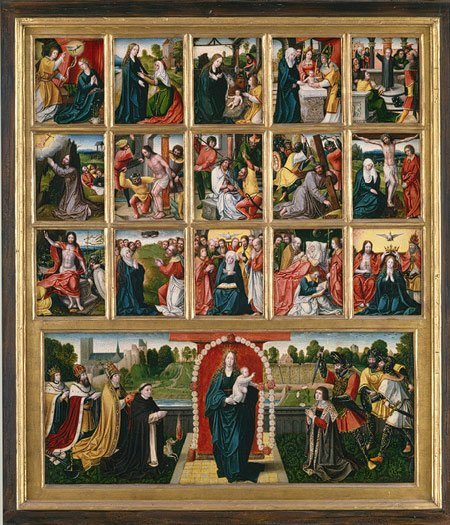
Patnáct tajemství růžence a Panny Marie Růžencové

Sedm radostí Panny Marie je pobožnost k událostem ze života Panny Marie, vycházející z tropu středověké devoční literatury a umění.
Sedm radostí je často zobrazováno ve středověké zbožné literatuře a umění v tomto pořadí:
1. Zvěstování
2. Narození Ježíše
3. Klanění tří králů
4. Zmrtvýchvstání
5. Nanebevstoupení Krista
6. Letnice neboli Seslání Ducha svatého na apoštoly a Marii
7. Korunovace Panny Marie v nebi

Alternativně bývají zahrnuty Navštívení či Nalezení v chrámu:
1. Zvěstování Panně Marii
2. Ježíšovo narození
3. Klanění svatých Tří Králů
4. Nalezení dvanáctiletého Ježíše v chrámě
5. Zmrtvýchvstání Páně
6. Nanebevstoupení Páně
7. Nanebevzetí Panny Marie

Zobrazení Nanebevzetí Marie v umění bývá nahrazeno nebo spojeno s korunovací; od 17. století už je to norma.
Původně bylo radostí pět,  později se toto číslo ve středověké literatuře zvýšilo na sedm, devět a dokonce patnáct,  ačkoli sedm zůstalo nejběžnějším číslem a jiné se v umění vyskytují jen zřídka. Pět radostí Marie je zmíněno v básni Sir Gawain a zelený rytíř ze 14. století jako zdroj Gawainovy síly.

## Sedmiradostné stezky
Na počet sedmi radostí bývají zřizovány poutnické stezky se sedmi zastaveními k jednotlivým radostem.

## Související
- Sedm bolestí Marie